# هوراس اسمیت دورین
هوراس اسمیت دورین (انگلیسی: Horace Smith-Dorrien; ۲۶ مهٔ ۱۸۵۸ – ۱۲ اوت ۱۹۳۰) فرمانده نظامی اهل بریتانیا بود. وی برندهٔ جوایزی همچون نشان حمام شده‌است.